# Helichrysum oocephalum
Helichrysum oocephalum, или по устаревшей классификации Цмин копетдагский, или Бессмертник копетдагский  — многолетнее травянистое растение, вид рода Цмин (Helichrysum) семейства Астровые (Asteraceae).

## Распространение и экология
Ареал вида охватывает горные районы Туркменистана.
Произрастает в среднем горном поясе, нередко в пырейных ассоциациях.

## Ботаническое описание
Войлочно- или войлочно-хлопьевидно опушенное растение, образующее небольшие дерновинки. Корень толстый, в поперечнике до 1 см, деревянистый, 
ветвистый, выпускающий несколько розеток бесплодных побегов и несколько крепких, древеснеющих, прямостоящих, цветущих стеблей высотой 50—60 см, в верхней части иногда слегка ветвистых, в нижней части снабженных остатками отмерших листьев.
Вегетирующие листья ланцетовидно-линейные или линейные, на верхушке приострённые, верхние сидячие, нижние часто оттянутые в черешок; листья бесплодных побегов линейно-лопатчатые или линейно-ланцетовидные, оттянутые в длинный черешок, затем переходящий в расширенное основание; последние образуют хорошо выраженное луковицеобразное утолщение, снаружи нередко плёнчатое и паутинисто-хлопьевидно опушённое.
Корзинки 25—30-цветковые, от широкообратнояйцевидных и почти шаровидных до цилиндрических, диаметром 5—6 мм, на густо-войлочно-опушённых цветоносах неопределенной длины, собранные на верхушках стеблей по 30—50 штук в компактное, или рыхловатое, или несколько ветвистое щитковидное сложное соцветие. Листочки обёртки в числе 35—50, серо-, лимонно- или соломенно-жёлтые или же беловатые; наружные почти округлые или широкоэллиптические, более внутренние широко-, продолговато- или линейно-лопатчатые, все в центре с заметной зелёной полосой.
Хохолок приблизительно из 25—30 желтоватых грязно-белых или белых волосков, тонких, едва зазубренных, примерно равных венчику.

## Классификация

### Таксономия[1]
Helichrysum oocephalum Boiss., 1875, Fl. Orient. 3: 236 
Вид Helichrysum oocephalum относится к роду Цмин семейства Астровые (Asteraceae) порядка Астроцветные (Asterales). Кладограмма в соответствии с Системой APG IV:
|  |                                      |  |                                   |                                   |                    |  | ещё 10 семейств | ещё 10 семейств |                        |  |  |  | еще 597 подтвержденных и 273 в статусе "непроверенных" видов и инфравидовых таксонов |
|  |                                      |  |                                   |                                   |                    |  | ещё 10 семейств | ещё 10 семейств |                        |  |  |  | еще 597 подтвержденных и 273 в статусе "непроверенных" видов и инфравидовых таксонов |
|  |                                      |  |                                   | порядок Астроцветные              |                    |  |                 |                 | род Цмин               |  |  |  |                                                                                      |
|  |                                      |  |                                   | порядок Астроцветные              |                    |  |                 |                 | род Цмин               |  |  |  |                                                                                      |
|  | отдел Цветковые, или Покрытосеменные |  |                                   |                                   | семейство Астровые |  |                 |                 | Helichrysum oocephalum |  |  |  |                                                                                      |
|  | отдел Цветковые, или Покрытосеменные |  |                                   |                                   | семейство Астровые |  |                 |                 |                        |  |  |  |                                                                                      |
|  |                                      |  | ещё 63 порядка цветковых растений | ещё 63 порядка цветковых растений |                    |  |                 | ещё 1804 рода   | ещё 1804 рода          |  |  |  |                                                                                      |
|  |                                      |  |                                   | ещё 63 порядка цветковых растений |                    |  |                 |                 | ещё 1804 рода          |  |  |  |                                                                                      |